# Észt korona
Az észt korona (észtül: Eesti kroon, többes számban krooni, finnül: Viron kruunu, oroszul: эстонская корона) Észtország hivatalos pénzneme volt 2011. január 1-jéig, amikor is felváltotta az euró. Váltópénze a sent (a cent helyi alakja; többesszáma: senti).

## Története

### Első korona
Az első észt korona a két világháború közötti Észtország pénzneme volt. Az észt márka helyébe vezették be 1928-ban 1 korona = 100 márka arányban. Az 1940-es szovjet invázióig volt forgalomban, amikor a szovjet rubelt vezették be helyette 1 rubel = 0,8 korona értékben. A Szovjetunió széthullása után ismét függetlenné váló Észtország 1992-ben vezette be önálló pénznemét, melyet szintén koronának hívnak.

### Második korona
A korona második bemutatkozása 1992-ben volt, amikor 10 rubelért adtak 1 koronát. Kezdetben az észt koronát a német márkához rögzítették, így stabil maradt egészen 1992. június 20-áig. Jelenleg az euróhoz van rögzítve. (15,6466 korona egyenlő egy euróval.) Ugyanakkor az észt korona tagja az Európai Árfolyam Mechanizmusnak, amelyben legalább két évet kell eltölteni, mielőtt az adott ország bevezeti az eurót. Erre 2011. január 1-jével került sor, amikor Észtország az eurózóna 17. tagja lett.

## Érmék
| Kép | Névérték | Műszaki paraméterek | Műszaki paraméterek | Műszaki paraméterek | Műszaki paraméterek                  |
| Kép | Névérték | átmérő              | tömeg               | perem               | összetétel                           |
| --- | -------- | ------------------- | ------------------- | ------------------- | ------------------------------------ |
|     | 5 senti  | 15,95 mm            | 1,29 g              | sima                | réz 93%, alumínium 5%, nikkel 2%     |
|     | 10 senti | 17,20 mm            | 1,87 g              | sima                | réz 93%, alumínium 5%, nikkel 2%     |
|     | 20 senti | 18,95 mm            | 2,27 g              | sima                | réz 93%, alumínium 5%, nikkel 2%     |
|     | 50 senti | 19,50 mm            | 3 g                 | sima                | réz 93%, alumínium 5%, nikkel 2%     |
|     | 1 korona | 23,25 mm            | 5 g                 | recés               | réz 89%, alumínium 5%, cink 5% Sn 1% |
|     | 5 korona | 26,20 mm            | 7,1 g               | recés               | réz 89%, alumínium 5%, cink 5% Sn 1% |

## Bankjegyek
| Kép    | Kép    | Névérték   | méret       | Előlap                 | Hátlap                                               |
| Előlap | Hátlap | Névérték   | méret       | Előlap                 | Hátlap                                               |
| ------ | ------ | ---------- | ----------- | ---------------------- | ---------------------------------------------------- |
|        |        | 1 korona   | 140 x 69 mm | Kristjan Raud          | tallinni dombergi vár                                |
|        |        | 2 korona   | 140 x 69 mm | Karl Ernst von Baer    | Tartui Egyetem                                       |
|        |        | 5 korona   | 140 x 69 mm | Paul Keres             | Narva                                                |
|        |        | 10 korona  | 140 x 69 mm | Jakob Hurt             | Tamme-Lauri tölgyfa                                  |
|        |        | 25 korona  | 140 x 69 mm | Anton Hansen Tammsaare | Vargamäe falu                                        |
|        |        | 50 korona  | 140 x 69 mm | Rudolf Tobias          | Észtország-színház (Nemzeti Operaház és Koncertház). |
|        |        | 100 korona | 140 x 69 mm | Lydia Koidula          | Észak-észtországi meredek tengerpart                 |
|        |        | 500 korona | 140 x 69 mm | Carl Robert Jakobson   | füsti fecske                                         |